# Primers Màrtirs de Roma
La festivitat catòlica dels Primers Màrtirs de l'Església Romana commemora els sants desconeguts, sense nom, que moriren com a màrtirs durant les persecucions als cristians decretades per l'emperador Neró (54-68) a Roma, entre el juliol de 64 i fins al 67.
La persecució començà quasi immediatament després del gran incendi de Roma, la nit del 18 de juliol de 64. Iniciativa imperial, volia fer caure sobre els cristians la ira del poble, per evitar que s'adrecés al govern o al mateix emperador. Neró acusà els cristians d'haver provocat l'incendi i d'altres calamitats esdevingudes a Roma. Durant quatre anys, els cristians foren perseguits i torturats, arribant a uns nivells altíssims de crueltat que esveraren els mateixos romans.
La majoria d'execucions, segons diu Climent I, tenien lloc als jardins del Vaticà, que Neró deixà a aquest fi. Els mètodes anaren des de la decapitació o la crucifixió fins a la mort per les feres, les fogueres i d'altres. Entre les víctimes hi hagué els apòstols Pere i Pau, líders de la comunitat cristiana a Roma. Altres sants morts llavors tenen festivitat pròpia altres dies, com Edist (12 d'octubre), Procés i Martinià (2 de juliol) o Basilissa i Anastàsia de Roma (15 d'abril).